# Joseph Pyronnet
Joseph Pyronnet (1927-2010), appelé aussi Jo Pyronnet, est un philosophe engagé, homme d'action et de prière, qui a voué sa vie à la promotion de la non-violence.

## Biographie

### Une prière d'enfant
Joseph voit le jour le 16 mars 1927 dans le village de Trébas au bord du Tarn, dans le sud-ouest de la France. Il en gardera toute sa vie son accent rocailleux.
Un jour, le jeune garçon demande à Dieu qu'il n'y ait plus jamais de guerre. Formulée à l'approche de la Seconde Guerre mondiale, cette prière ne sera pas exaucée comme il le souhaitait, mais, dit-il, « Dieu m'a répondu en me permettant de travailler à la réalisation de ma prière ».
Pendant la guerre, il fait la connaissance d'une jeune fille belge de Sugny dans les Ardennes, exilée dans le Tarn. À la fin de la guerre, le jeune homme fait à bicyclette le voyage pour retrouver Christiane en Belgique, ce qui marque le début d'une relation cordiale avec sa belle-famille. Mariés en 1948, ils partent pour Madagascar, où le jeune professeur coopérant enseigne la philosophie au lycée de Tananarive. C'est là que naissent les deux premiers de leurs six enfants.

### «Nous aussi, nous sommes suspects» (1957-1960)
De retour en France, il fait la connaissance de l'œuvre de Gandhi, grâce à Lanza del Vasto et à ses Communautés de l'Arche.
En 1959, pendant ce qui sera appelé plus tard la guerre d'Algérie, il est touché par le sort des milliers d'Algériens qui sont internés sous le simple motif qu'ils sont « suspects ».
Le camp d'internement le plus important était le camp du Larzac, à la fois par sa taille — plus de 30 km2, près de 4 000 assignés et plusieurs centaines de membres du personnel — et par sa place dans l'organisation centrale de l'internement. Il a été ouvert au printemps 1959 dans de mauvaises conditions matérielles qui n'ont été résolues, selon un rapport du directeur, qu'en juin 1960. Dès son ouverture, le directeur se plaint du sous-effectif et de l’incompétence d’une bonne partie du personnel recruté.
Joseph Pyronnet se propose pour mener une action contre ces internements arbitraires. Pour assurer la sécurité matérielle de sa famille pendant cette action, son épouse accepte de vivre une année dans la communauté de l'Arche. Par la suite, elle décidera avec son mari de s'y engager.
Ayant commencé à deux, Jo et Daniel Wintrebert, ils sont bientôt trente volontaires réunis dans cette action. Plusieurs femmes courageuses s'engagent avec eux et participent au soutien logistique.
Ils demandent à être eux aussi internés dans un camp,, : « Un suspect, c'est quelqu'un qui a peut-être fait du mal, mais on ne sait pas : C'est exactement notre cas ». On imagine la stupéfaction des autorités, mais aussi, le travail qui se fait dans les consciences de tous ceux qui en entendent parler. C'est bien là la cible de la non-violence : croire en la conscience de l'adversaire, et s'adresser à ce qu'il y a de plus humain en lui.
En décembre 2021, la sous-préfète de l’Ain a inauguré une plaque commémorative du camp de Thol incluant une citation de Joseph Pyronnet.
Une action du 30 avril 1960 voit la participation de quelques personnalités : Louis Massignon, Jean-Marie Domenach, le Père Régamey, le pasteur Henri Roser, Germaine Tillion, Théodore Monod. Du 7 au 14 juin 1960, jeûne au bidonville de Nanterre : « Nous commençons un jeûne public de sept jours pour prendre notre part des souffrances infligées en notre nom et dont nous sommes responsables ».

### Le combat non-violent avec les réfractaires à la guerre (1960-1963)
En tant que non-violent, Jo n’est pas anti-militariste : il admire même le courage des soldats qui sont prêts à sacrifier leur vie pour une cause qui les dépasse.

« Le réalisme civique nous interdit de demander et même de souhaiter dans l'immédiat la suppression de toute défense armée, sans avoir rien prévu pour la remplacer. »

— Jo Pyronnet, cité dans Réfractaires à la guerre d’Algérie 1959-1963, Editions Syllepse, 2005, ouvrage collectif sous le pseudonyme Erica Fraters  (ISBN 2-84950-049-6), p.115
Cependant, durant cette guerre, les jeunes qui refusent de tuer des « fellagas » sont souvent considérés comme des traîtres à la nation, et parfois même comme des lâches... Ils n’ont que deux perspectives : la prison militaire (ou civile pour les plus chanceux) avec ses vexations, ou bien la désertion et la clandestinité, qui empêchent une vie normale, un travail et une vie civile, et risquent de durer de nombreuses années. Dans les deux cas, c’est la solitude devant tout un système judiciaire qui est la plus difficile à vivre.
En 1960 un jeune déserteur vient lui demander « Avec ta non-violence, tu ne pourrais rien faire pour nous ? ». Après réflexion et débat, le jeune Pierre Boisgontier décide de quitter la clandestinité et ils décident de mener ensemble une lutte avec d’autres réfractaires à cette guerre.

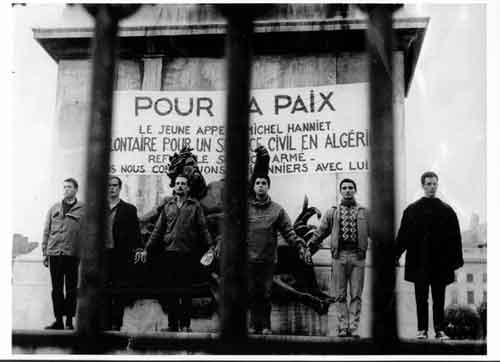
Place Bellecour à Lyon en 1961, six volontaires de l'ACNV se sont enchainés, et déclarent vouloir être traités chacun comme «Michel Hanniet»

Qu'ils se disent anarchistes, pacifistes, antimilitaristes, communistes, mécréants ou chrétiens, leurs motivations sont aussi diverses que leurs convictions :
- Certains refusent de participer à une guerre coloniale, d’autres sont opposés à toute guerre, quelle qu'elle soit.

- Certains sont prêts, pour prouver qu’ils ne sont pas des lâches, à servir comme infirmiers, y compris sur les lieux du conflit, tandis que d’autres considèrent que c'est encore se rendre "complice" de l'armée française.

- Certains refusent de combattre avec des moyens, et dans une logique, qui risquent d'amener le combattant à commettre des actes indignes de son humanité et de principes qu'il défend. Pour eux, une cause noble et juste ne peut s'entacher de moyens ou de méthodes ignobles et injustes : ce sont les moyens employés qui permettent à la fin visée de rester juste.

C'est déjà dans cet esprit que Joseph avait participé, comme de nombreux autres citoyens et mouvements, à dénoncer la torture « destinée à obtenir des renseignements qui peuvent sauver des vies ».
Le don de Jo fut de les rassembler sur une volonté commune : tous acceptent un engagement non-violent jusqu'à la fin de la guerre d'Algérie. Ils demandent à pouvoir effectuer un service civil en Algérie, sur les lieux du conflit, sous l'égide d'organisations neutres comme le SCI (Service civil international) ou autres.
Avec les volontaires de l'Action civique non-violente (ACNV), ils font des manifestations publiques sur le thème « nous sommes tous Pierre Boisgontier », ou « nous sommes tous Michel Hanniet », ou « nous sommes tous Jack Muir » et Jo passera les fêtes de Noël 1960 en prison comme ses camarades. En 1961, avec sept autres personnes, il renvoie son livret militaire par solidarité avec un réfractaire. Le 22 novembre 1961, quatre membres de l'Action civique non-violente comparaissent devant le tribunal de grande instance de Carpentras pour provocation de militaires à la désobéissance. Le Procureur de la République prononce un réquisitoire qui, selon Le Monde, peut « apparaître comme une apologie pure et simple des inculpés. » Ceux-ci sont néanmoins condamnés à des peines de prison avec sursis. Une autre peine de huit mois d'emprisonnement avec sursis, mais confondue avec la première, est infligée à Joseph Pyronnet pour le renvoi de son livret militaire.
Ces actions, ainsi que la grève de la faim du vieux militant pacifiste et anarchiste Louis Lecoin (du 1er au 22 juin 1962), aboutiront à la reconnaissance légale en France du statut d'objecteur de conscience en décembre 1963.
Tous les liens tissés pendant cette période sont restés très forts, notamment avec ceux qui ne partagent pas les mêmes options religieuses que Jo, mais dont beaucoup se reconnaissent avec lui comme « chercheurs de Vérité ».

### Vie communautaire et Concile Vatican II

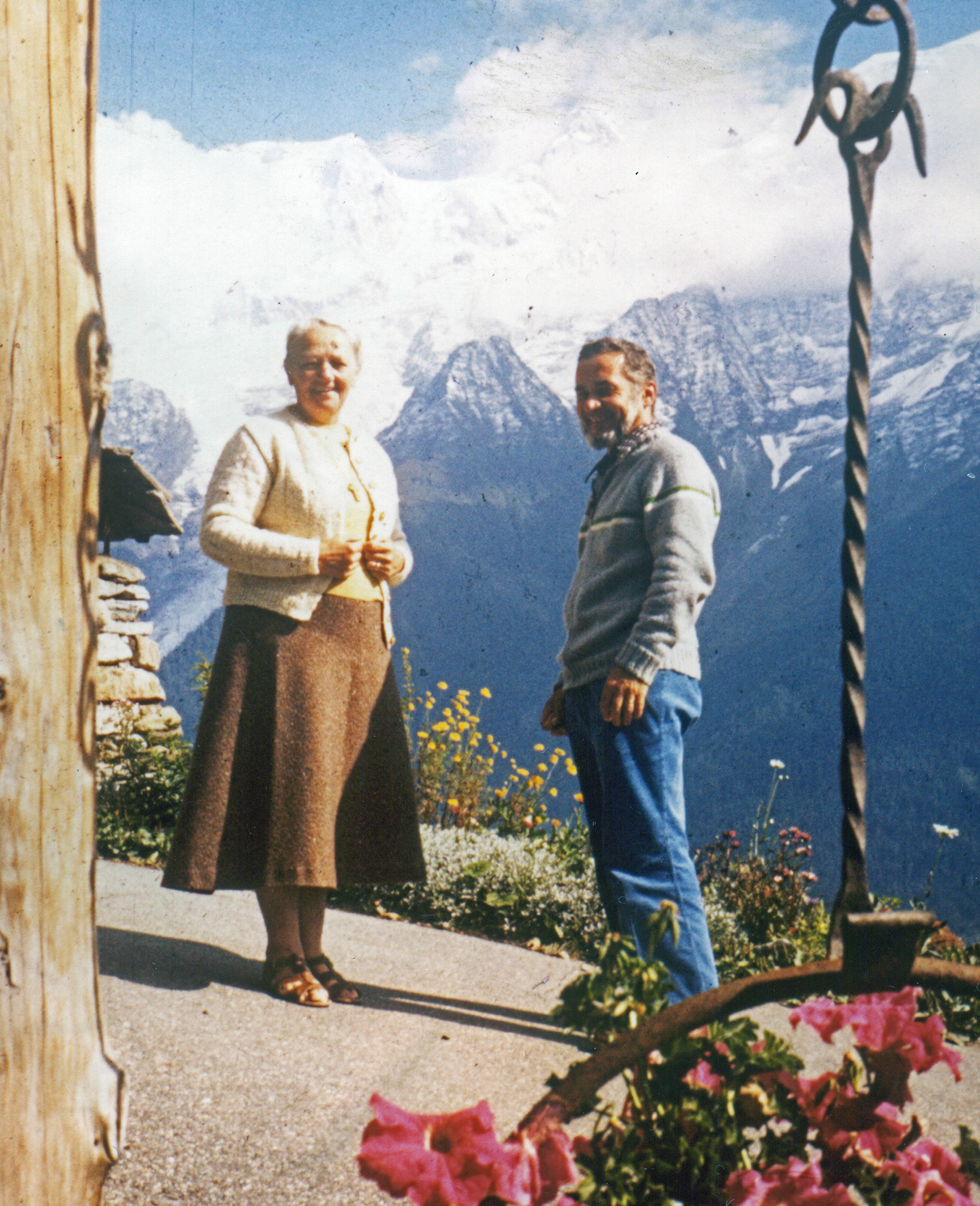
Joseph et Christiane Pyronnet lors d'une retraite au Foyer de Charité à La Flattière près de Chamonix

Devenu entre-temps compagnon de l'Arche, il y exerce différentes responsabilités, notamment celle du compost. Il aime parler de la « spiritualité du compost » : des déchets organiques, travaillés par des organismes minuscules, redeviennent facteurs de vie (les analogies avec nos faiblesses, nos erreurs et nos échecs, et même avec la mort et la résurrection du Christ, ne sont pas loin...).
Il parcourt aussi la France pour promouvoir la non-violence évangélique. Il présente la vie communautaire comme un "entraînement" à la non-violence, un soutien à ceux qui sont envoyés aux actions externes, et comme un laboratoire d'une nouvelle manière de vivre ensemble en société, un mode de vie qui tend à peser le moins possible sur son prochain, en particulier sur tous ces autres que l'on ne connaît pas et qui travaillent pour nous, directement ou non, par le biais du marché.
Au cours du concile Vatican II à Rome, Lanza del Vasto décide de faire un jeûne public pour sensibiliser les évêques et cardinaux à la non-violence évangélique et à l'objection de conscience. Jo lui sert de lieutenant pour contacter les personnalités et la presse. La théorie de la guerre juste n'est pas facile à remettre en cause. Mais « une guerre est toujours juste, et même des deux côtés, car chacun croit se défendre contre une agression injuste ». « Présenté comme une solution, le conflit armé est plutôt une source de nouvelles violences et injustices ».
Cette action aboutit à la rédaction, dans la constitution Gaudium et Spes (Les joies et les espoirs) du 7 décembre 1965, au chapitre V (La sauvegarde de la paix), des extraits suivants :
« C’est pourquoi le Concile, après avoir mis en lumière la conception authentique et très noble de la paix et condamné la barbarie de la guerre, se propose de lancer un appel ardent aux chrétiens pour qu’avec l’aide du Christ, auteur de la paix, ils travaillent avec tous les hommes à consolider cette paix entre eux, dans la justice et l’amour, et à en préparer les moyens.- (Gaudium et Spes - Chap V - 77;2) »
« C’est pourquoi, accomplissant la vérité dans la charité (Ep 4, 15), tous les chrétiens sont appelés avec insistance à se joindre aux hommes véritablement pacifiques pour implorer et instaurer la paix. Poussés par le même esprit, nous ne pouvons pas ne pas louer ceux qui, renonçant à l’action violente pour la sauvegarde des droits, recourent à des moyens de défense qui, par ailleurs, sont à la portée même des plus faibles, pourvu que cela puisse se faire sans nuire aux droits et aux devoirs des autres ou de la communauté.- (Gaudium et Spes - Chap V - 78;4-5) »
« (...)Et l’on ne saurait trop louer le courage de ceux qui ne craignent point de résister ouvertement aux individus qui ordonnent de tels forfaits (i.e. les exterminations) (...) Il semble en outre équitable que les lois pourvoient avec humanité au cas de ceux qui, pour des motifs de conscience, refusent l’emploi des armes, pourvu qu’ils acceptent cependant de servir sous une autre forme la communauté humaine.- (Gaudium et Spes - Chap V - 79;2-3) »

### Gardien d'immeuble
En 1970 naît à Grenoble le projet de la Galerie de l'Arlequin à la Villeneuve. L'un des initiateurs de ce projet demande à Jo de s'y installer avec quelques compagnons comme témoins d'une autre vie possible. Pour la communauté agricole qu'est l'Arche, c'est une aventure, mais ce ne sera pas la seule pour ce Jo qu'on ne peut enfermer. Joseph travaille alors comme gardien d'immeuble, homme à tout faire, et gagne le cœur des premiers habitants de sa coursive et de son immeuble. C'est au cours de cette période que l'on apprend que Christiane est atteinte d'un cancer dont elle ne pourra pas guérir.
Cette expérience ne dure que quelques années, et le couple entre avec leurs deux derniers garçons adolescents, dans la nouvelle « communauté charismatique de la Sainte Croix » près de Grenoble, où ils retrouvent la famille de leur fille Monique. Le baroudeur expérimenté accepte de se laisser enseigner dans la vie chrétienne par des jeunes tout feu tout flamme...

### Soutien aux objecteurs de conscience espagnols
José Beúnza, dit Pepe Beúnza, catholique non-violent, est le premier Espagnol à mener une action pour obtenir le statut d’objecteur de conscience. Le 12 janvier 1971, il refuse son incorporation militaire. Il est incarcéré et condamné à treize mois de prison.
Le 21 février 1971, des Espagnols, femmes et hommes, commencent une marche de cinquante jours, de Genève à la frontière espagnole pour demander à être emprisonnés comme Pepe. Un groupe de Néerlandais, de Suisses et de Français les accompagne. Jo Pyronnet prend la parole dans un meeting à l'étape de Lyon, le 27 février 1971.

### Prêtre Gandhien

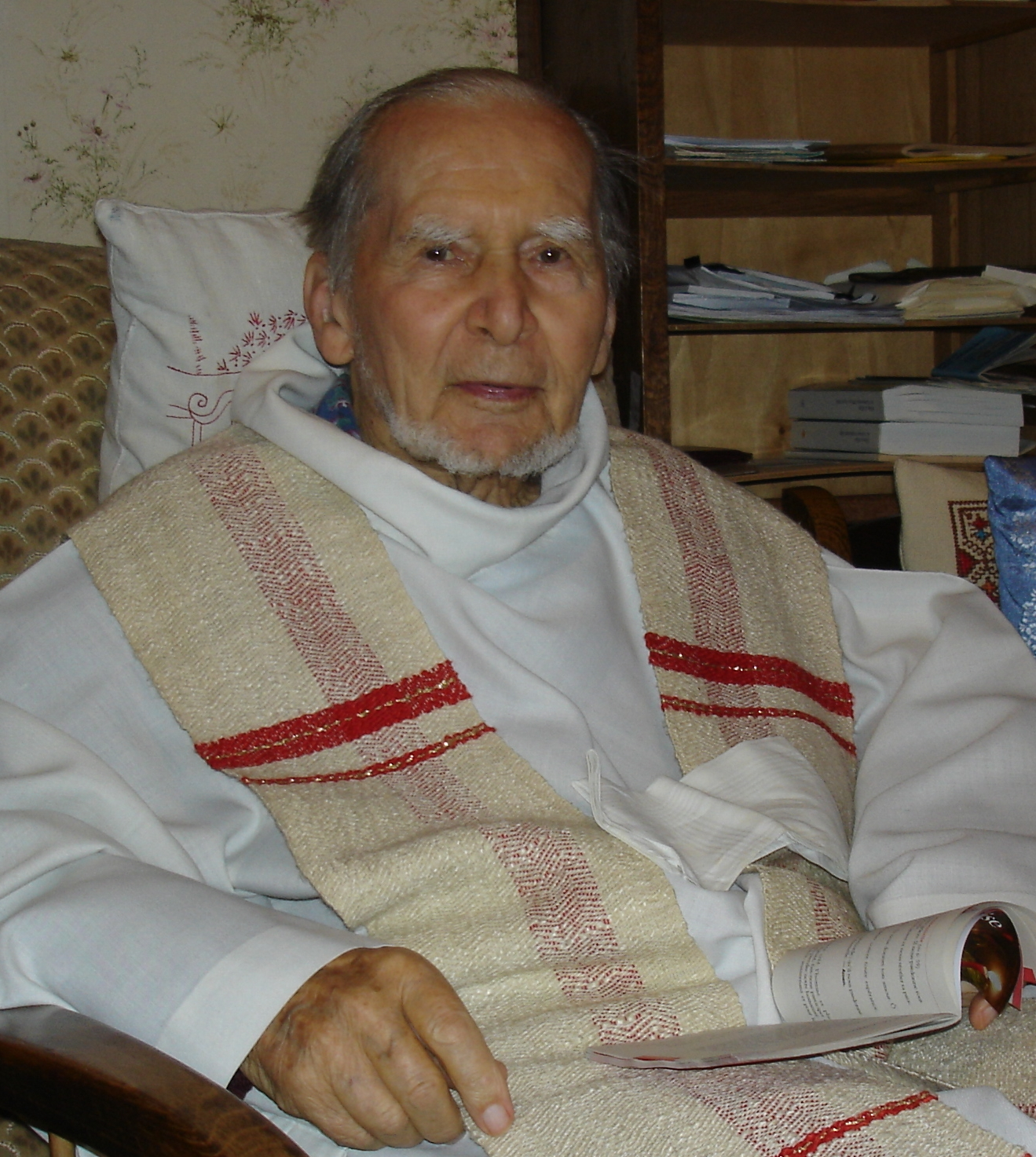
Joseph Pyronnet prêtre, Noël 2009

Prévoyant son décès prochain, Christiane encourage son mari à suivre son désir de devenir prêtre.
Son épouse étant décédée le 20 avril 1978, Joseph est ordonné prêtre par l'évêque de Grenoble, Mgr Gabriel Matagrin, le 28 juin 1981. En accord avec lui, il ne reçoit pas de mission en paroisse, mais il est rattaché à l'équipe de prêtres de son domicile à Voiron. Avec eux, il gardera une amitié fraternelle toute sa vie.
Resté aussi compagnon de l'Arche sans partager la vie communautaire, il reprend son bâton de pèlerin pour promouvoir la non-violence évangélique. Au fur et à mesure de ses multiples rencontres, il perçoit que la violence est d'abord intérieure à chaque personne humaine. Il met alors au point des sessions de formation axées sur la guérison intérieure, pour aider chacun à reconnaître sa propre violence et à apprendre à la gérer. Pour rendre hommage à Gandhi, à qui il doit d'avoir reconnu la non-violence comme « force de la Vérité », il se dit « prêtre gandhien ».
Le décès de son fils Gérard l'éprouve douloureusement, et participe peut-être au déclenchement d'une maladie de Parkinson qui le handicape lentement mais progressivement.
Son anniversaire de 80 ans, fêté dans une communauté amie en Italie en 2007, est l'occasion d'une forme de récapitulation heureuse de sa vie, grâce aux retrouvailles avec les hommes et femmes de tous horizons, avec qui il a parcouru un bout de son chemin sur terre.
Le 4 janvier 2010, il entre à Ma Maison, la maison de retraite médicalisée des Petites sœurs des pauvres à La Tronche près de Grenoble.
Il y est décédé dans la paix à 83 ans, le 21 mars 2010.

## Publications
- « Non-violence et ordre public », dans la revue belge Paix et coexistence, numéro 3, janvier-février 1962 (pages 18-19, pages 20-21)

- Prier 15 jours avec Gandhi, avec Charles Legland, Ed. Nouvelle cité, Collection Prier 15 jours n°26, 1998  (ISBN 2-85313-320-6)
  - Traduit en tchèque : (cs) 15 dní s Mahátma Gándhím, Brno, Cesta, 2002  (ISBN 8072950274)

- Une nouvelle force de frappe, l'Action Non-Violente, Editions TC (Témoignage Chrétien) Bibliothèque de l'homme d'action, 1965, préfacé par l'Abbé Louis Rétif (couverture), épuisé, et repris dans :
- Résistances non-violentes, Éditions L'Harmattan, avril 2006, réédité en juin 2009, 172 pages (couverture, 4e de couverture) (présentation de l'éditeur)  (ISBN 2-296-00597-7)